# Festival international du film de Vilnius
 (août 2025).
La mise en forme du texte ne suit pas les recommandations de Wikipédia : il faut le « wikifier ».
Les points d'amélioration suivants sont les cas les plus fréquents. Le détail des points à revoir est peut-être précisé sur la page de discussion.
- Les titres sont pré-formatés par le logiciel. Ils ne sont ni en capitales, ni en gras.
- Le texte ne doit pas être écrit en capitales (les noms de famille non plus), ni en gras, ni en italique, ni en « petit »…
- Le gras n'est utilisé que pour surligner le titre de l'article dans l'introduction, une seule fois.
- L'italique est rarement utilisé : mots en langue étrangère, titres d'œuvres, noms de bateaux, etc.
- Les citations ne sont pas en italique mais en corps de texte normal. Elles sont entourées par des guillemets français : « et ».
- Les listes à puces sont à éviter, des paragraphes rédigés étant largement préférés. Les tableaux sont à réserver à la présentation de données structurées (résultats, etc.).
- Les appels de note de bas de page (petits chiffres en exposant, introduits par l'outil «  Source ») sont à placer entre la fin de phrase et le point final[comme ça].
- Les liens internes (vers d'autres articles de Wikipédia) sont à choisir avec parcimonie. Créez des liens vers des articles approfondissant le sujet. Les termes génériques sans rapport avec le sujet sont à éviter, ainsi que les répétitions de liens vers un même terme.
- Les liens externes sont à placer uniquement dans une section « Liens externes », à la fin de l'article. Ces liens sont à choisir avec parcimonie suivant les règles définies. Si un lien sert de source à l'article, son insertion dans le texte est à faire par les notes de bas de page.
- La présentation des références doit suivre les conventions bibliographiques. Il est recommandé d'utiliser les modèles {{Ouvrage}}, {{Chapitre}}, {{Article}}, {{Lien web}} et/ou {{Bibliographie}}. Le mode d'édition visuel peut mettre en forme automatiquement les références.
- Insérer une infobox (cadre d'informations à droite) n'est pas obligatoire pour parachever la mise en page.

Pour une aide détaillée, merci de consulter Aide:Wikification.
Si vous pensez que ces points ont été résolus, vous pouvez retirer ce bandeau et améliorer la mise en forme d'un autre article.
Le Festival international du film de Vilnius (Vilnius International Film Festival, VIFF), appelé également Kino pavasaris est un festival de cinéma qui se déroule chaque année à Vilnius, en Lituanie.

## Palmarès

### Compétition "New Europe – New Names"
(depuis 2009)
Meilleur film
- 2009 : The World is Big, de Stefan Kitanov  Bulgarie
- 2010 : Eastern Plays, de Kamen Kalev  Bulgarie
- 2011 : Outbound (Periferic), de Bogdan George Apetri  Roumanie
- 2012 : Wymyk, de Grzegorz Zgliński  Pologne
- 2013 : Loving (Miłość), de Sławomir Fabicki  Pologne
- 2014 : Japanese Dog, de Tudor Cristian Jurgiu  Roumanie

Meilleur réalisateur
- 2010 : - non décerné
- 2011 : - non décerné
- 2012 : Adrian Sitaru  Roumanie, pour Best Intentions
- 2013 : Mira Fornay  Slovaquie, pour My Dog Killer,
- 2014 : Levan Koguashvili  Géorgie, pour Blind Dates (Brma paemnebi)

Meilleur acteur
- 2009 : Miki Manojlovic  Serbie, dans The World is Big
- 2010 : Vlad Ivanov  Roumanie, dans Policier, adjectif
- 2012:>1 : Anjela Nedyalkova  Bulgarie, film Avé
- 2012:>2 : Ada Condeescu  Roumanie, dans Loverboy
- 2012:>3 : Isidora Simijonovič  Serbie, dans Clip
- 2013 : Dan Chiorean  Roumanie, dans Rocker
- 2014:>acteur : Igor Samobor  Slovaquie, dans Class Enemy.
- 2014:>actrice : Michaela Bendulova  Slovaquie, dans Miracle

Prix du jury CICAE
- 2009 : - non décerné
- 2010 : Eastern Plays, de Kamen Kalev  Bulgarie
- 2011 : Le Choix de Luna, de Jasmila Žbanić  Bosnie-Herzégovine
- 2012 : Best Intentions de Adrian Sitaru  Roumanie
- 2013 : Keep Smiling, de Rusudan Chkonia  Géorgie
- 2014 : Class Enemy, de Rok Biček  Tchéquie

Prix spécial
- 2010 : Protektor, de Marek Najbrt  Tchéquie (for creative excellence)
- 2011 : The House, de Zuzana Liová  Slovaquie

### Compétition "Baltic Gaze"
Meilleur film
- 2014: The Hope Factory, de Natalia Meshaninova  Russie

Meilleur réalisateur
- 2014: Pawel Pawlikowski  Pologne, pour Ida

Meilleur acteur
- 2014: Lauri Lagle  Estonie, pour Free Range

Meilleure actrice
- 2014: Alexandra Finder  Allemagne, pour The Police Officer's Wife

### Meilleure actrice lituanienne
- 2007 : Nelė Savičenko
- 2008 : Larisa Kalpokaitė
- 2009 : Gabija Ryškuvienė
- 2010 : Edita Užaitė
- 2011 : - non décerné
- 2012 : Toma Vaškevičiūtė
- 2013 : Valda Bičkutė
- 2014 : Jurgita Jurkutė

### Meilleur acteur lituanien
- 2014: Giedrius Savickas

### Meilleur lituanien débutant
- 2010 : Lernavan, de Marat Sargsyan
- 2011 : Barzakh, de Mantas Kvedaravičius
- 2012 : A Place We Call Home d'Albina Griniūtė
- 2013 : The Bomb, de Robertas Nevecka
- 2014 : The Etude, de Austėja Urbaitė

### Prix du public (film lituanien)
- 2011: Book smuggler, de Jonas Trukanas
- 2012: The Last Day of the Honeymoon, de Rokas Eltermanas
- 2013: The Swimmer, de Gabrielė Urbonaitė
- 2014: The Invisible Front, de Vincas Sruoginis et Jonas Ohman et Mark Johnston

### Meilleur court-métrage
- 2012: Beast (Csicka), de Attila Till  Hongrie
- 2013: The Whistle (Gwizdek), de Grzegorz Zariczny  Pologne
- 2014: Pandas, de Matus Vizar  Slovaquie

### Prix du public (Court-métrage)
- 2013: Buzkashi Boys, de Sam French  États-Unis
- 2014: Kush, de Shubhashish Bhutiani  Inde

### Prix spécial
- 2012: Infinite Minutes (Vegtelen percek), de Cecília Felméri  Hongrie
- 2013: No, de Pablo Larraín  Chili (award of Saulius Macaitis)
- 2014: Ieva Mažeikaitė et Goda Lūčiūnienė (prix pour la meilleure traduction)